# Reinhard Lauth
Reinhard Lauth (* 11. August 1919 in Oberhausen/Rheinland; † 23. August 2007 in München) war ein deutscher Philosoph.

## Leben
Lauth studierte von 1938 bis 1942 Philosophie mit den Nebenfächern Romanistik und Physiologie und wurde 1942 mit einer Arbeit über die Naturerkenntnis, Sinngebung und Verwirklichung in der modernen französischen Literatur und bildenden Kunst zum Dr.phil. promoviert. 1944 wurde er mit einer Arbeit über die Resorption der intrakutanen Kochsalzquaddel bei Hautkrankheiten zum Dr. med. an der Universität Kiel promoviert. 1948 habilitierte er sich in Philosophie mit zwei Arbeiten, „Die Frage nach dem Sinn des Daseins“ und „Die Philosophie Dostojewskis“.
1954 wurde er zum außerplanmäßigen Professor an der Universität München ernannt. 1978 erfolgte der Ruf auf den Lehrstuhl für Allgemeine Philosophie an der Universität München. Im Jahr 1968 war Lauth als erster Deutscher nach dem Zweiten Weltkrieg als Gastprofessor an israelischen Universitäten in Tel Aviv und Jerusalem tätig. Unter anderem lehrte er auch einige Zeit an der Sorbonne in Paris.
Lauth starb am 23. August 2007 im Alter von 88 Jahren nach langer Krankheit in München.

## Wirken
Reinhard Lauth setzte sich vor allem mit transzendentalphilosophischen Fragestellungen auseinander, wobei er von der Philosophie des deutschen Idealismus, namentlich dem System Johann Gottlieb Fichtes ausging. Lauth war zusammen mit Aloys Wenzl Herausgeber der Fichte-Gesamtausgabe der Bayerischen Akademie der Wissenschaften.
In religiöser Hinsicht profilierte er sich als strikter Gegner der Reformen innerhalb der römisch-katholischen Kirche im Zuge des Zweiten Vatikanischen Konzils. Wenigstens zeitweise trat er öffentlich als Unterstützer der sog. sedisvakantistischen Position in Erscheinung.
2003 wurde er mit der Silbernen Verdienstmedaille der Bayerischen Akademie der Wissenschaften ausgezeichnet.
Zu seinen Schülern gehört Wilhelm G. Jacobs. Der Mathematiklehrer und traditionalistische Autor Wolfgang Schüler aus der Gruppe um den radikalen Konzilsgegner Pfarrer Hans Milch aus Wiesbaden hat 1981 bei Lauth promoviert.

## Schriften
- Die Philosophie Dostojewskis in systematischer Darstellung. [Habilitationsschrift München 1948] München: Piper 1950, ISBN 3-492-01372-4
- Die Frage nach dem Sinn des Daseins. München: J. A. Barth, 1953
- Zur Idee der Transzendentalphilosophie. 1965
- Die absolute Ungeschichtlichkeit der Wahrheit. 1966
- Begriff, Begründung und Rechtfertigung der Philosophie. München; Salzburg: Pustet 1967
- Ethik in ihrer Grundlage aus Prinzipien entfaltet. 1969
- Die Entstehung von Schellings Identitätsphilosophie in der Auseinandersetzung mit Fichtes Wissenschaftslehre: (1795–1801). Freiburg (Breisgau), München: Alber 1975, ISBN 3-495-47322-X
- Theorie des philosophischen Arguments. 1979
- Die Konstitution der Zeit im Bewusstsein. Hamburg: Meiner 1981, ISBN 3-7873-0506-8
- Die transzendentale Naturlehre Fichtes nach den Prinzipien der Wissenschaftslehre. 1984
- Dostojewski und sein Jahrhundert. 1986
- Hegel vor der Wissenschaftslehre. 1987
- Transzendentale Entwicklungslinien von Descartes bis zu Marx und Dostojewski. Hamburg: Meiner 1989, ISBN 3-7873-0941-1
- Was sagt uns Dostojewskij heute? in Deutsche Hochschuledition 14, München Ars Una 1990,  Italienische Übersetzung herausgegeben von M. Ivaldo: Dostoevskij e la Verità, Il ramo, Rapallo 2005.
- Vernünftige Durchdringung der Wirklichkeit: Fichte und sein Umkreis. München: Ars Una 1994, ISBN 3-89391-331-9
- Descartes' Konzeption des Systems der Philosophie. Stuttgart-Bad Cannstatt: Frommann-Holzboog 1998, ISBN 3-7728-1975-3
- Abraham und die Kinder seines Bundes mit Gott. München: Jerrentrup 2003, ISBN 3-935990-14-6